# Osobista kolekcja 3
Osobista kolekcja 3 – album polskiej wokalistki Krystyny Prońko; trzecia płyta o tym tytule, na którą artystka wybrała z kolei swoje piosenki nagrywane w latach 1980-2001. 
Dwie pierwsze płyty Kolekcji wydane zostały przez Power Music Krystyny Prońko, dwie kolejne wydało Polskie Radio SA (we współpracy z PM Krystyna Prońko). Oprócz nagrań wyłącznie dźwiękowych na płycie umieszczono także teledysk DVD do piosenki Złość (nieprzytomny mix).
Płyta CD została wyprodukowana i wydana w 2003 przez Polskie Radio SA (PRCD 359), przy współudziale PM Krystyny Prońko.

## Muzycy
- Krystyna Prońko – śpiew

- zespół Prońko Band (1  – „Nasza prywatna wyspa” )

Krzysztof Barcik
Wojciech Olszewski
Piotr Prońko
Wojciech Prońko
Henryk Tomala
Henryk Woźniacki
- zespół pod dyr. Wojciecha Trzcińskiego (2,3: „W jakim obcym domu”, „Wielka zima”)
- zespół Koman Band pod dyr. Janusza Komana (4,5,7,8: „Specjalne okazje”, „Nie pisałam już od lat”, „Trawiaste przywidzenia”, „Welon”)
- zespół pod dyr. Marka Stefankiewicza (6,14: „Akcja spekulacja”, „Nie ma już nic na bis”)
- zespół pod dyr. Ryszarda Szeremety (15 – „Wielki szary nikt”)
- Yazzda w składzie: Daniel Skarżyński, Piotr Dyjak (16 – „Jutro zaczyna się tu sezon” mix)
- Groove Labs Mietek Felecki (17 – „Złość – nieprzytomny mix”)
- zespół w składzie: (9 – „Za granicą snu”)

Adam Lewandowski
Robert Majewski
Mirosław Michalak
Wojciech Zalewski
Jarosław Zawadzki
- zespół w składzie: (10 – „Opadają mi ręce”)

Tomasz Grabowy
Artur Lesicki
Zbigniew Lewandowski
Marek Napiórkowski
Paweł Serafiński
Chór Alla Polacca pod dyr. Sabiny Włodarskiej
- zespół w składzie (11 – „Być przy tobie”)

Bogdan Grodzicki
Janusz Kwiecień
Adam Lewandowski
Robert Majewski
Mirosław Michalak
Paweł Serafiński
Roman Syrek
Wojciech Zalewski
Jarosław Zawadzki
- zespół Jemmaja: (12 – „Summertime”)

Małgorzata Woźna
Konrad Chuchała
Tomasz Cyranowicz
Artur Dąbrowski
Robert Goździkiewicz
Radek Bolewski (gościnnie)
Kuba Raczyński (gościnnie)
- zespół w składzie: (13 – „Resztki piór”)

Adam Lewandowski
Mirosław Michalak
Wojciech Zalewski
Jarosław Zawadzki

## Lista utworów
| 1.  | "Nasza prywatna wyspa" (muz. Krystyna Prońko, Piotr Prońko sł. Grzegorz Walczak) wyk.: Prońko Band                                                                                               | 3:06    |
|     | |         |
| 2.  | "W jakim obcym domu" (muz. Wojciech Trzciński, sł. Ewa Żylińska) wyk.: zespół Wojciecha Trzcińskiego                                                                                             | 3:38    |
|     | |         |
| 3.  | "Wielka zima" (muz. Zbigniew Hołdys, sł. Andrzej Mogielnicki) wyk.: zespół Wojciecha Trzcińskiego                                                                                                | 3:53    |
|     | |         |
| 4.  | "Specjalne okazje" (muz. K. Prońko, sł. Andrzej Mogielnicki) wyk.: zespół Koman Band | 6:33    |
|     | |         |
| 5.  | "Nie pisałam już od lat" (muz. Janusz Koman, sł. Janusz Szczepkowski) wyk.: zespół Koman Band | 3:37    |
|     | |         |
| 6.  | "Akcja spekulacja" (muz. Krystyna Prońko, sł. Jacek Cygan) wyk.: zespół Marka Stefankiewicza | 3:25    |
|     | |         |
| 7.  | "Trawiaste przywidzenia" (muz. Janusz Koman, Wojciech Waglewski sł. Bogdan Olewicz) wyk.: zespół Koman Band                                                                                      | 13:01   |
|     | |         |
| 8.  | "Welon" (muz. Wojciech Tarzyński, sł. Ryszard Skalski) wyk.: zespół Koman Band | 3:18    |
|     | |         |
| 9.  | "Za granicą snu" (muz. Ryszard Szeremeta, sł. Jacek Banach) wyk.: A. Lewandowski, R. Majewski, M. Michalak, W. Zalewski, J. Zawadzki                                                             | 5:00    |
|     | |         |
| 10. | "Opadają mi ręce" (muz. K. Prońko, sł. Asja Łamtiugina) wyk. T. Grabowy, A. Lesicki, Z. Lewandowski, M. Napiórkowski, P. Serafiński, Chór Alla Polacca                                           | 3:45    |
|     | |         |
| 11. | "Być przy tobie" (muz. Jacek Mikuła, sł. Jacek Banach) wyk.: B. Grodzicki, J. Kwiecień, A. Lewandowski, R. Majewski, M. Michalak, P. Serafiński, R. Syrek, W. Zalewski, J. Zawadzki              | 2:30    |
|     | |         |
| 12. | "Summertime" (muz. George Gershwin, sł. Ira Gershwin, DuBose Heyward) wyk.: Jemmaja – M. Woźna, K. Chuchała, T. Cyranowicz, A. Dąbrowski, R. Goździkiewicz; gościnnie: R. Bolewski, K. Raczyński | 3:51    |
|     | |         |
| 13. | "Resztki piór" (muz. Krystyna Prońko, sł. Marek Gast) wyk.: A. Lewandowski, M. Michalak, W. Zalewski, J. Zawadzki                                                                                | 2:30    |
|     | |         |
| 14. | "Nie ma już nic na bis" (muz. Zbigniew Namysłowski, sł. Andrzej Mogielnicki) wyk.: zespół Marka Stefankiewicza                                                                                   | 2:59    |
|     | |         |
| 15. | Bonus "Wielki szary nikt" (muz. Ryszard Szeremeta, sł. Ewa Żylińska) zespół pod dyr. Ryszarda Szeremety; nagranie na żywo z koncertu Premiery Opole 1986                                         | 5:03    |
|     | |         |
| 16. | Bonus "Jutro zaczyna się tu sezon" nieprzytomny mix (muz. Władysław Sendecki sł. Małgorzata Maliszewska) Yazzda: Daniel Skarżyński, Piotr Dyjak                                                  | 3:28    |
|     | |         |
| 17. | Bonus "Złość (nieprzytomny mix)" videoclip (muz. Krystyna Prońko sł. Bogdan Olewicz) GROOVE LABS Mietek Felecki                                                                                  |         |
|     | |         |
|     | | 1:09:37 |
|     | |         |

## Informacje uzupełniające
- Redakcja – Magdalena Kawczyńska, Jan Popis
- Mastering – Dorota Błaszczak
- Zdjęcie – Lidia Popiel
- Projekt graficzny okładki – Carte Blanche
- Realizacja i reżyseria DVD – Włodzimierz Pawlak
- Utwory: 2 – 5, 7, 8, 15 Polskie Radio SA
- Utwory: 1,6,9 – 14,16, 17 Power Music Krystyna Prońko